# William Silver Frith

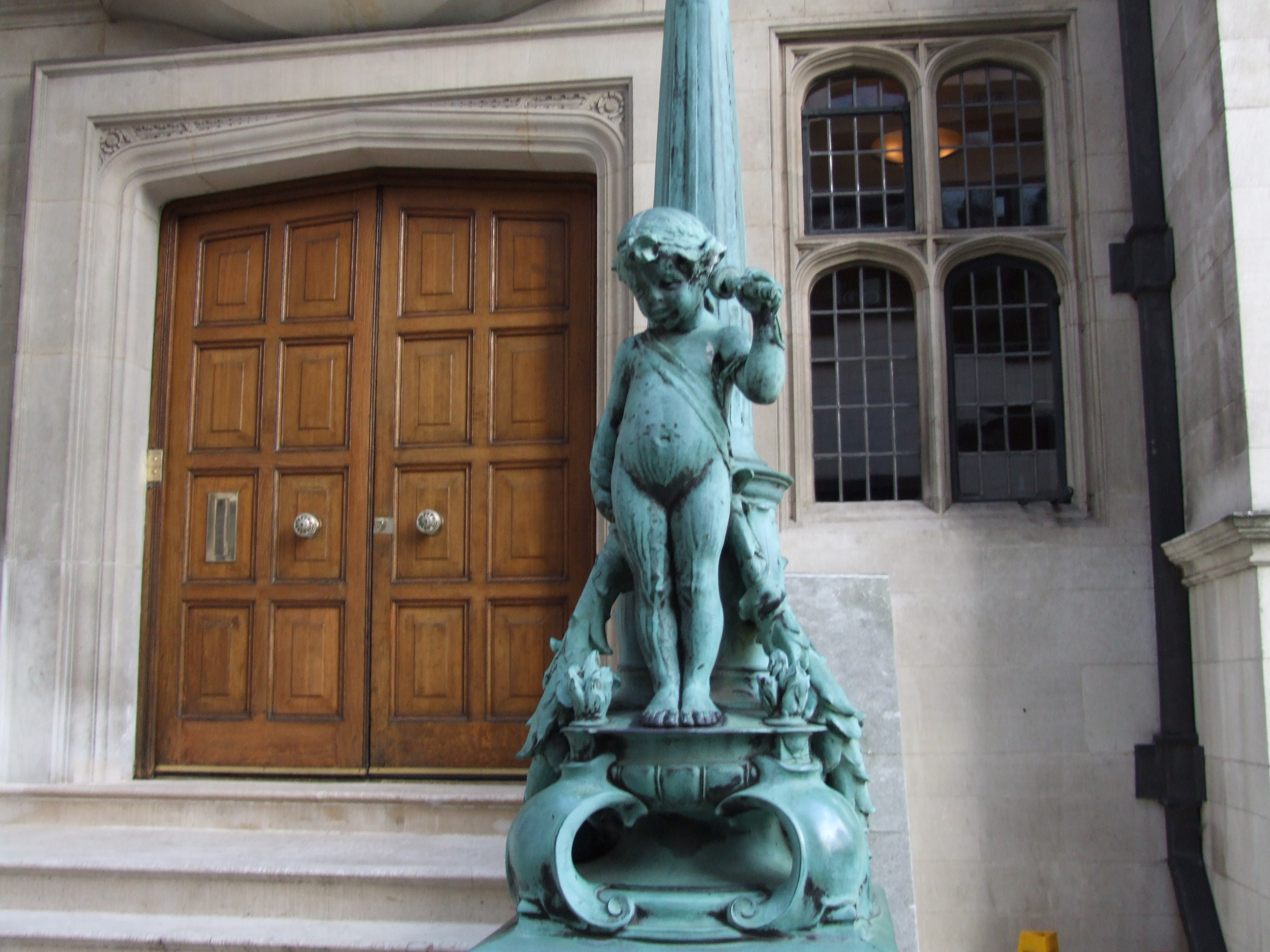
Bronzeskulpir von William Silver Frith am Eingang Temple Place 2, Embankment, London

William Silver Frith (* 30. April 1850 in Leicester; † 15. August 1924 in London) war ein britischer Bildhauer, der vor allem durch seine Bauplastiken im Stil der New Sculpture bekannt wurde. Als Lehrer und Mentor prägte er eine ganze Generation britischer Bildhauer.

## Leben

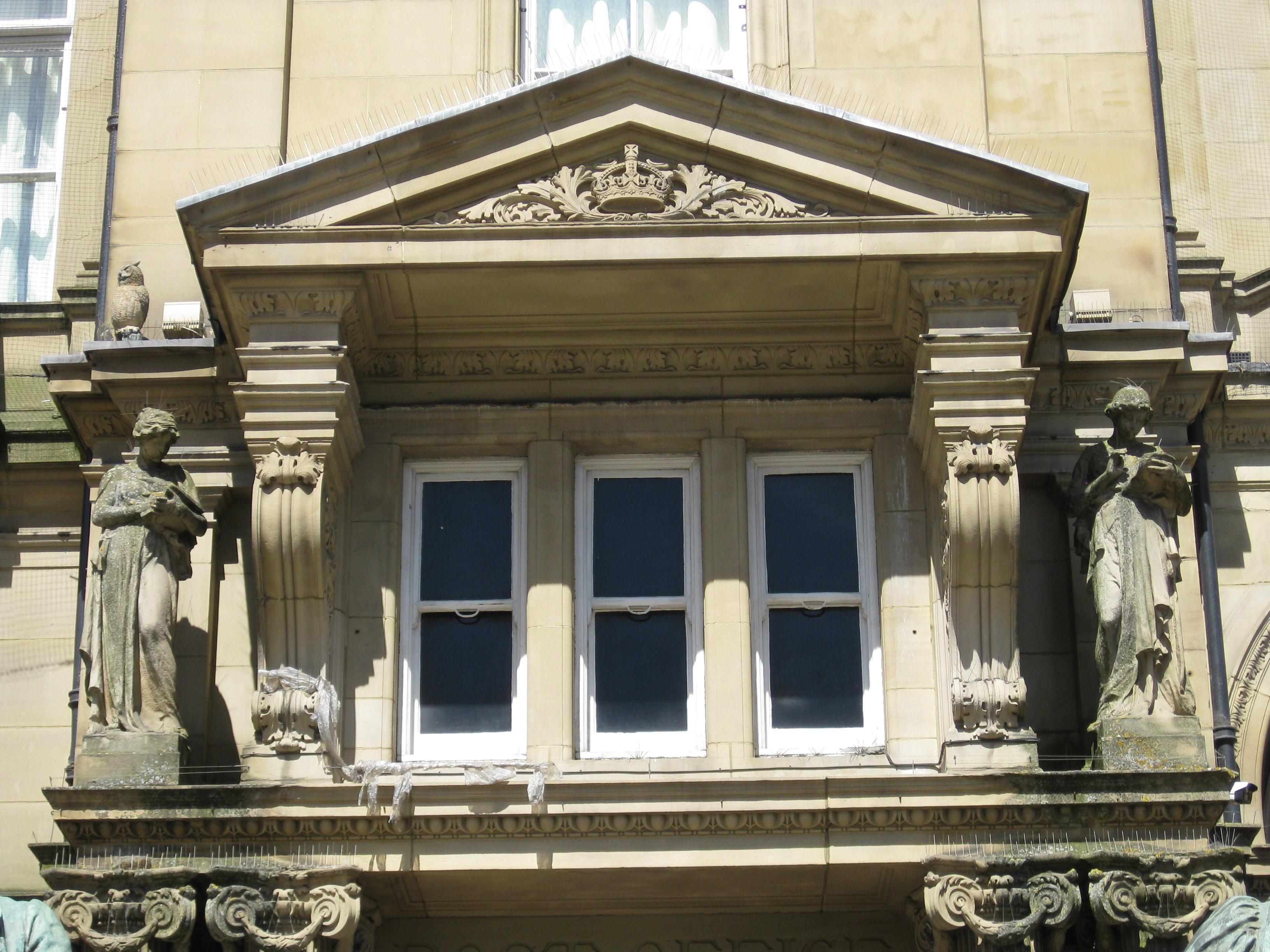
Detail des Gebäudes des Leeds General Post Office, City Square, Leeds. Über dem linken (SW) Eingang. Figuren, die Lesen (links) und Schreiben (rechts) darstellen. Über der linken Figur befindet sich eine Eule

William Silver Frith wurde 1850 in Leicester geboren. Von 1869 bis 1872 studierte er an der Lambeth School of Art und anschließend an den Royal Academy Schools in London. Um 1879 kehrte er als Assistent von Jules Dalou an die Lambeth School zurück und übernahm 1880 dessen Stelle als Lehrer für Modellieren an der South London Technical Art School, der späteren City and Guilds of London Art School. Dort unterrichtete er bis zu seiner Pensionierung 1895. Zu seinen Schülern gehörten Frederick William Pomeroy, George Frampton, William Goscombe John und Henry Poole. William Silver Frith war Mitglied der Royal Society of British Sculptors (1904–1924) und wurde 1923 zum Fellow ernannt. Er war auch Mitglied der Art Workers Guild (1886–1924), wo er Vorträge über monumentale Holzskulptur, den Einfluss der Mathematik auf die Bildhauerei und die Steinbearbeitung hielt.

## Werk

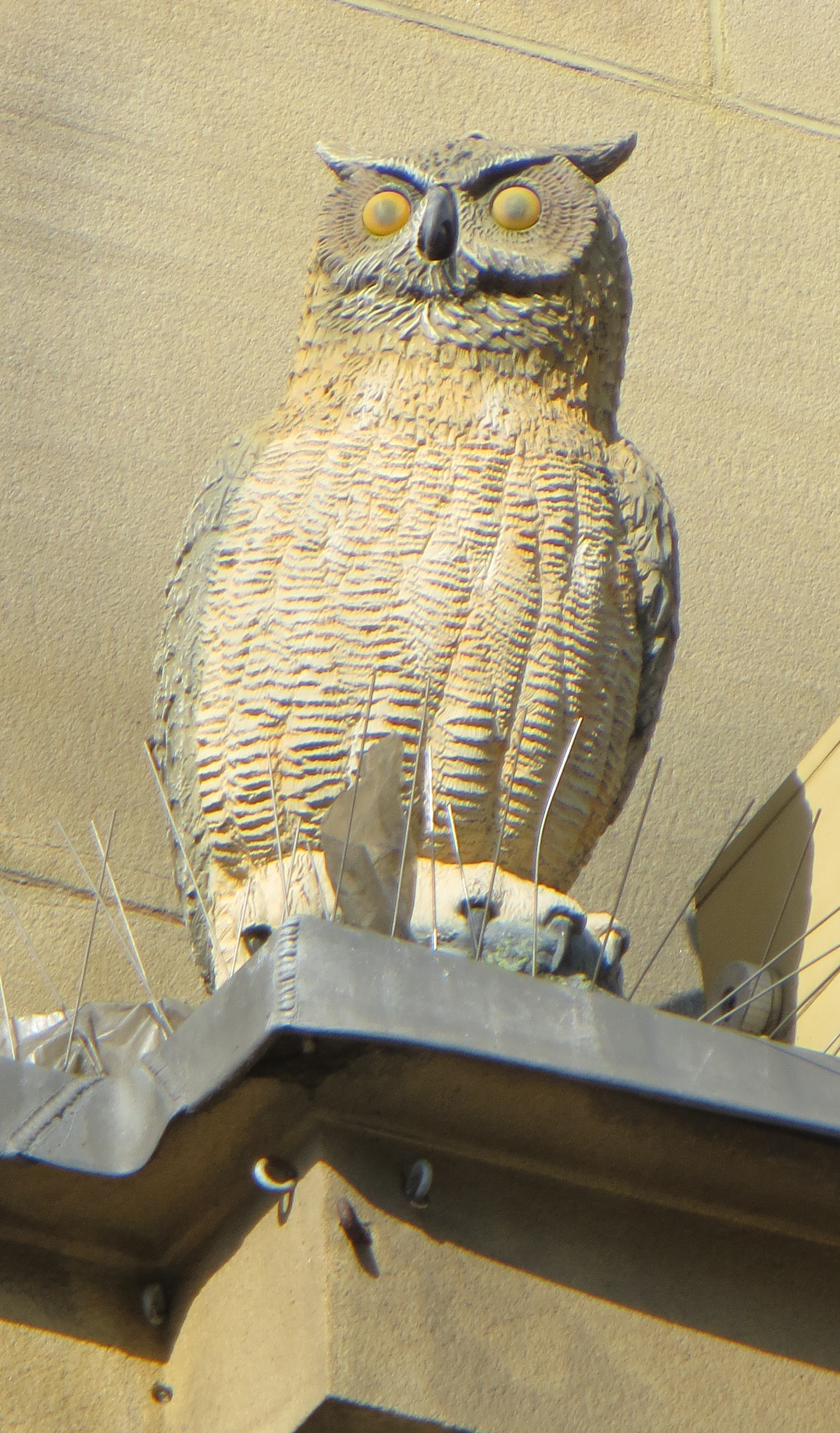
Die Eule

William Silver Frith war vor allem als Bauplastiker tätig und arbeitete häufig mit dem Architekten Sir Aston Webb zusammen. Sein Werk zeichnet sich durch die Verbindung von dekorativer Gestaltung und symbolischer Bedeutung aus. Zu seinen wichtigsten Werken gehören:
- Victoria Law Courts, Birmingham (1885): Skulpturen von Gerechtigkeit, Wahrheit, Geduld und Fülle sowie die Darstellung des Heiligen Georg im Kampf mit dem Drachen, nach Entwürfen von Walter Crane.

- Gebäude der Metropolitan Life Assurance Company, Moorgate, London (1890–1893): Allegorische Figuren wie Vertrauen, Weisheit, Gerechtigkeit, Wahrheit, Sparsamkeit und Selbstverleugnung zieren die Fassade.

- Doulton Fountain, Glasgow (1887–1888): Frith war der leitende Bildhauer und schuf die kanadische Gruppe für diesen Brunnen, der Doultons Beitrag zur Glasgow International Exhibition 1888 war.
- Two Temple Place, London: Entwurf des Portikus und anderer dekorativer Elemente des Gebäudes.
- St. Bartholomew the Great, London (1893): Statue des heiligen Bartholomäus über dem Nordportal der Kirche.
- Reading Abbey (1911): Denkmäler für Hugh de Boves und Hugh of Faringdon im zerstörten Kapitelsaal der Abtei.